# 1454

## Události
- Ladislav Pohrobek vypovídá Židy ze všech moravských královských měst mimo Uherského Hradiště
- v celém Slezsku vypovězení a masové vraždy Židů spojené s násilným odebíráním dětí rodičům
- město Třebíč obdrželo právo mílové
- vydání Gutenbergovy bible

### Probíhající události
- 1454–1466 – Třináctiletá válka

## Narození
- 14. března – Amerigo Vespucci, italský cestovatel a objevitel, je podle něj pojmenován kontinent Amerika († 22. února 1512)
- 16. června – Johana Aragonská, neapolská královna († 9. ledna 1517)

- 14. července – Angelo Poliziano, italský učenec a básník († 1494)
- 25. listopadu – Caterina Cornaro, kyperská vládnoucí královna († 1512)
- ? – Jang I-čching, čínský politik, vojevůdce a spisovatel († ? 1530)
- ? – Čhödag Gjamccho, učitel tibetské školy buddhismu († 1506)
- ? – Hüsnüşah Hatun, konkubína osmanského sultána Bajezida II. († asi 1513)
- ? – Pinturicchio, italský renesanční malíř († 1513)
- ? – Benedikt Rejt, český architekt německého původu († 1536)
- ? – René z Alençonu, vévoda z Alençonu a hrabě z Perche († 1. listopadu 1492)

## Úmrtí
Česko
- ? – Hynek Krušina IV. z Lichtenburka, český šlechtic a orebský hejtman (* asi 1392)
- ? – Hanuš z Fulneka, český šlechtic (* asi 1420)
- 25. ledna - Jindřich IV. z Rožmberka, český šlechtic a vrchní hejtman ve Slezsku (* 1427)

Svět
- 22. července – Jan II. Kastilský, kastilský král (* 6. března 1405)

## Hlavy států
- České království – Ladislav Pohrobek
- Svatá říše římská – Fridrich III.
- Papež – Mikuláš V.
- Anglické království – Jindřich VI.
- Francouzské království – Karel VII.
- Polské království – Kazimír IV. Jagellonský
- Uherské království – Ladislav Pohrobek
- Litevské knížectví – Kazimír IV. Jagellonský
- Říše Inků – Pachacútec Yupanqui
- Osmanská říše – Mehmed II.